# Стреляй пръв
„Стреляй пръв“ (на английски: Draw!) е уестърн, комедия на режисьора Стивън Хилиард Стърн, който излиза на екран през 1984 година.

## Сюжет
Внимание:  Текстът по-долу разкрива сюжета на произведението (или части от него)!
В последните дни на Стария Запад, бившият окааяник, Хари Холанд иска да напусне Бел Сити само с пари, които е спечелил честно от игра на покер. Пътят му обаче е препречен от Реджи Бел, комарджия, загубил голяма част от парите, шерифа и заместник Уоли Блоджет. В последвалата престрелка шерифът е убит, а Холанд и Бел са ранени. Холанд намира убежище в хотела заедно със „заложник“ - Бес. Жителите на града решават, че единственото нещо, което трябва да направят, е да наемат бившия шериф, Сам Старет, за да се изправи срещу Холанд. Но сега той е пияница - може ли да победи дългогодишния си враг?

## В ролите
| Актьор             | Роля           |
| ------------------ | -------------- |
| Кърк Дъглас        | Хари Х. Холанд |
| Джеймс Кобърн      | Сам Старет     |
| Александра Бастедо | Бес            |
| Греъм Джарвис      | Уоли Блоджет   |
| Дерек Макграт      | Реджи Бел      |
| Джейсън Михас      | Мойсей         |
| Лен Бирман         | Ефраим         |
| Linda Sorenson     | Тереза         |